# Jaltomata cuyasensis
Jaltomata cuyasensis är en potatisväxtart som beskrevs av S. Leiva González, V. Quipuscoa Silvestre och John O. Sawyer. Jaltomata cuyasensis ingår i släktet jaltomator, och familjen potatisväxter. Inga underarter finns listade i Catalogue of Life.